# マイラン (オハイオ州)
マイラン（Milan、[ˈmaɪlən]）は、アメリカ合衆国オハイオ州のエリー郡とヒューロン郡の境に位置する村。人口は、2010年アメリカ合衆国国勢調査では、1,367人であった。当地は、トーマス・エジソンの出身地として最もよく知られている。
エリー郡側の部分はサンダスキーの大都市統計地域に入っているが、ヒューロン郡側の部分はノーウォークの小都市統計地域に入っている。
2000年に行われた人口調査ではマイランの人口は1,445人で、その内98.13%が白人であった。
なお、京都府の八幡市とは姉妹都市である。